# Церковь Иоанна Богослова (Грушевская)
Церковь Иоанна Богослова ― православный храм в станице Грушевская Аксайского района Ростовской области. Относится к Аксайскому благочинию Ростовской и Новочеркасской епархии Русской православной церкви. Построена в 1901 году. Является объектом культурного наследия регионального значения.

## История
Церковь была возведена в 1901 году по проекту архитектора Куликова на месте бывшего временного молитвенного дома, устроенного в 1877 году после крупного пожара в церкви Святой Варвары, сгоревшей годом ранее, и перенесённого на другой край станицы в 1886 году.
Храм пережил Гражданскую и Вторую мировую войну, но был закрыт в 1957 году во время очередной антирелигиозной кампании Никиты Хрущёва. В здании церкви открыли клуб, хотя просуществовал он недолго, поскольку не имел достаточного количества посетителей. Затем помещение использовалось как зернохранилище.
В 1959 году была сломана крыша храма, стены его власти собирались разобрать на кирпичи, но этого не произошло.
Хотя на данный момент храм и находится в полуразрушенном состоянии, он не заброшен. С 1990-х годов местные жители предпринимали попытки восстановить здание храма. Работы по реставрации медленно ведутся уже в течение более десятка лет и не завершены по сей день.
Ежегодно в день Иоанна Богослова (9 октября) в церкви проводится молебен, который посещают около 100 человек.

## Внешний вид
Здание храма имеет крестообразную форму. Единственный алтарь освящён в честь Иоанна Богослова. Входные ворота увенчаны полукруглыми карнизами, окна ― треугольными. Сами окна располагаются в четырёх сторонах храма, по три в каждой, по бокам от них находятся кирпичные полуколонны. Колокольня двухъярусная, в прошлом, предположительно, была трехъярусной. Кресты и купола на ней не сохранились.